# Pistoia-Abetone Ultramarathon
(Stefano Frivoli)
La Pistoia-Abetone è una classica ultramaratona podistica che si svolge l'ultima domenica di giugno. La partenza è nella piazza del Duomo di Pistoia, l'arrivo all'Abetone in piazza delle Piramidi, a quota 1 388 metri, dopo 50 km dei quali 31 di salita.
La gara nel 2019 ha raggiunto la 44ª edizione. Solamente 8724 atleti in 42 anni (849 donne) sono riusciti almeno una volta a completare il percorso.

## Migliori prestazioni

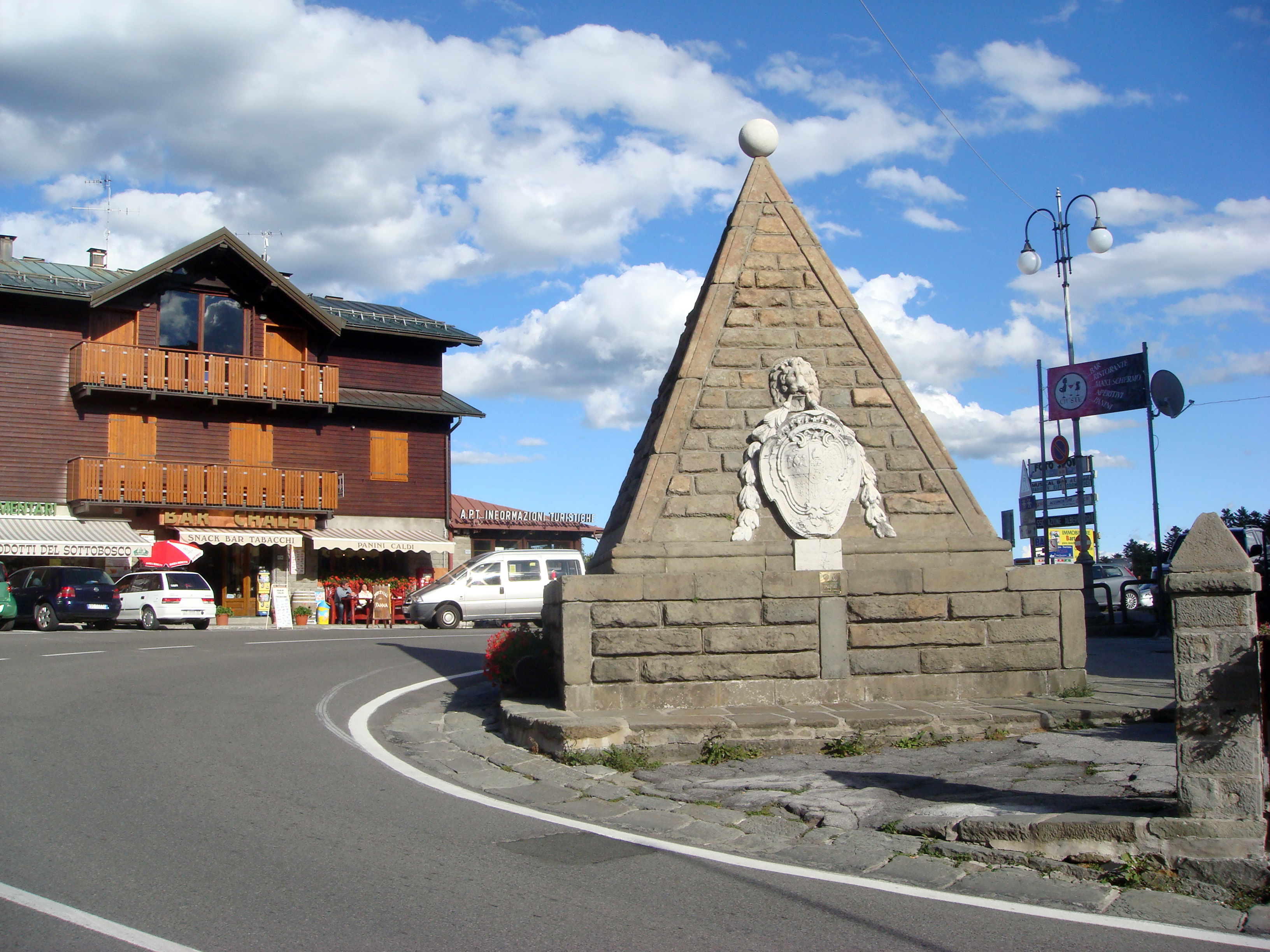
L'arrivo della gara, alle Piramidi dell'Abetone.

Di seguito le 15 migliori prestazioni maschili e femminili, fino al 2006 quando il percorso misurava 52 km e dal 2007 quando la distanza è invece stata fissata a 50 km.

### Maschili
- Su 52km (fino al 2006)[1]

|    | Atleta             | Nazione    | Tempo       | Edizione |
| -- | ------------------ | ---------- | ----------- | -------- |
| 1  | Pozzi Sergio       | Italia     | 3h 23’ 00’’ | 1980     |
| 2  | Laraichi Aziz      | Marocco    | 3h 28’ 47’’ | 2001     |
| 3  | Calcaterra Giorgio | Italia     | 3h 30’ 20’’ | 2004     |
| 4  | Kononov Alexei     | Russia     | 3h 30’ 24’’ | 1995     |
| 5  | Ardemagni Mario    | Italia     | 3h 31’ 07’’ | 2004     |
| 6  | Nalesnyik Zoltan   | Ungheria   | 3h 32’ 47’’ | 1992     |
| 7  | Gondas Ondrej      | Slovacchia | 3h 34’ 06’’ | 1994     |
| 8  | Sartori Stefano    | Italia     | 3h 34’ 16’’ | 1999     |
| 9  | D’innocenti Marco  | Italia     | 3h 34’ 24’’ | 2004     |
| 10 | Claudio Simi       | Italia     | 3h 35’ 00’’ | 2000     |
| 11 | Galli Rossano      | Italia     | 3h 36’ 18’’ | 1983     |
| 12 | Gazzarrini Moreno  | Italia     | 3h 36’ 24’’ | 1984     |
| 13 | Pescia Andrea      | Italia     | 3h 36’ 38’’ | 1983     |
| 14 | Fattore Mario      | Italia     | 3h 38’ 05’’ | 2004     |
| 15 | Kornaukhov Eugueni | Russia     | 3h 38’ 13’’ | 1993     |

- Su 50km (dal 2007)

|    | Atleta                 | Nazione | Tempo       | Edizione |
| -- | ---------------------- | ------- | ----------- | -------- |
| 1  | Barbi Roberto          | Italia  | 3h 13’ 29’’ | 2007     |
| 2  | Rono Julius Kipngetich | Kenya   | 3h 19’ 16’’ | 2018     |
| 3  | Buccilli Carmine       | Italia  | 3h 24’ 36’’ | 2013     |
| 4  | Simukeka J. Baptiste   | Ruanda  | 3h 24’ 45”  | 2018     |
| 5  | Battelli Paolo         | Italia  | 3h 27’ 50’’ | 2009     |
| 6  | Hajji Mohamed          | Marocco | 3h 28’ 08’’ | 2013     |
| 7  | Biwott Nicodemus       | Kenya   | 3h 29’ 40’’ | 2013     |
| 8  | Di Cecco Alberico      | Italia  | 3h 29’ 46’’ | 2018     |
| 9  | Belluschi Michele      | Italia  | 3h 30' 11"  | 2023     |
| 10 | Lucchese Matteo        | Italia  | 3h 30’ 42’’ | 2014     |
| 11 | Tsyganov Dmitry        | Russia  | 3h 31’ 26’’ | 2012     |
| 12 | Pessina Simone         | Italia  | 3h 34' 50"  | 2023     |
| 13 | Zitouni Youness        | Marocco | 3h 35' 30"  | 2023     |
| 14 | Kipkering Philemon     | Kenya   | 3h 35’ 32’’ | 2011     |
| 15 | Terrasi Alessio        | Italia  | 3h 35’ 38’’ | 2024     |

### Femminili
- Su 52km (fino al 2006)[2]

|    | Atleta                 | Nazione  | Tempo       | Edizione |
| -- | ---------------------- | -------- | ----------- | -------- |
| 1  | Feher Eniko            | Ungheria | 4h 09’ 00’’ | 1996     |
| 2  | Mogarova Irina         | Russia   | 4h 12’ 20’’ | 1995     |
| 3  | Casiraghi Monica       | Italia   | 4h 15’ 14’’ | 2003     |
| 4  | Vidovic Marijana       | Slovenia | 4h 18’ 26’’ | 1992     |
| 5  | Myshlyanova Marina     | Russia   | 4h 21’ 58’’ | 2001     |
| 6  | Navacchia Maria Grazia | Italia   | 4h 23’ 07’’ | 1999     |
| 7  | Lapina Olga            | Russia   | 4h 25’ 21’’ | 1996     |
| 8  | Stracco Fiorella       | Italia   | 4h 25’ 28’’ | 1999     |
| 9  | Golovacheva Larisa     | Russia   | 4h 26’ 08’’ | 1995     |
| 10 | Dobo Andrea            | Ungheria | 4h 29’ 40’’ | 1994     |
| 11 | Soranzo Lucia          | Italia   | 4h 34’ 00’’ | 1997     |
| 12 | Petrova Irina          | Russia   | 4h 34’ 56’’ | 1996     |
| 13 | Moras Danila           | Italia   | 4h 36’ 13’’ | 1995     |
| 14 | Galimberti Barbara     | Italia   | 4h 36’ 27’’ | 2003     |
| 15 | Bruni Deborah          | Italia   | 4h 38’ 16’’ | 2003     |

- Su 50km (dal 2007)

|    | Atleta               | Nazione  | Tempo       | Edizione |
| -- | -------------------- | -------- | ----------- | -------- |
| 1  | Staicu Simona        | Ungheria | 3h 58’ 19’’ | 2015     |
| 2  | Monica Carlin        | Italia   | 3h 59’ 48’’ | 2007     |
| 3  | Sustic Nikolina      | Croazia  | 4h 00’ 28’’ | 2019     |
| 4  | Mravlje Neza         | Slovenia | 4h 04’ 06’’ | 2011     |
| 5  | Vrajic Marija        | Croazia  | 4h 04’ 13’’ | 2015     |
| 6  | Paola Sanna          | Italia   | 4h 09’ 03”  | 2007     |
| 7  | Hecico Ana           | Romania  | 4h 11’ 02’’ | 2010     |
| 8  | Moroni Federica      | Italia   | 4h 12’ 13’’ | 2019     |
| 9  | Cimmarusti Barbara   | Italia   | 4h 12’ 52’’ | 2013     |
| 10 | Marin Francesca      | Italia   | 4h 14’ 36’’ | 2011     |
| 11 | Foldingne Nagy Judit | Ungheria | 4h 20’ 21’’ | 2012     |
| 12 | Zannoni Elisa        | Italia   | 4h 20’ 30’’ | 2018     |
| 13 | Ceretto Sonia        | Italia   | 4h 23’ 45’’ | 2010     |
| 14 | Vannucci Veronica    | Italia   | 4h 28’ 09’’ | 2012     |
| 15 | Mustat Lara          | Italia   | 4h 28’ 41’’ | 2012     |